# Alphonse Bertillon
Alphonse Bertillon (Parigi, 22 aprile 1853 – Parigi, 13 febbraio 1914) è stato un criminologo francese.

## Biografia

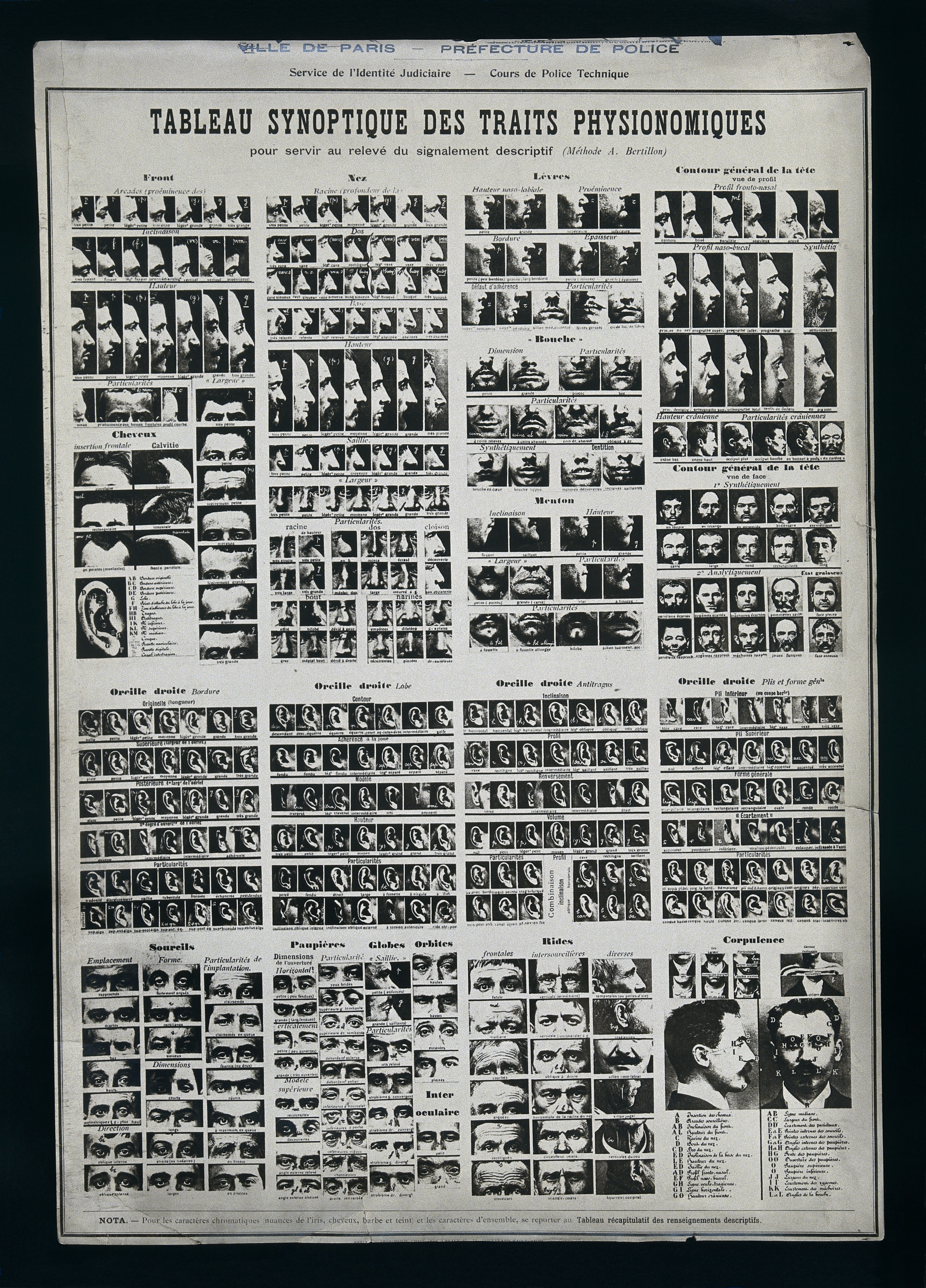
Tavola sinottica delle caratteristiche fisiognomiche del volto degli esseri umani, per l'identificazione di soggetti potenzialmente problematici.

Bertillon era il nipote di Achille Guillard (uno statistico che inventò la parola demografia), figlio dello statistico Louis-Adolphe Bertillon e fratello del demografo Jacques Bertillon. Fondò nel 1870 il primo laboratorio di identificazione criminale ed inventò l'antropometria giudiziaria, chiamata anche "sistema Bertillon", un sistema di riconoscimento biometrico adottato in tutta Europa e negli Stati Uniti. Inizialmente semplice impiegato, fu poi nominato capofotografo alla questura di Parigi, nel 1882, dove inventò il suo "antropometro", un sistema di riconoscimento biometrico basato su 14 misurazioni più le impronte digitali. Durante l'Affare Dreyfus, nonostante non fosse un grafologo, Bertillon (noto antisemita) fu utilizzato per dimostrare la colpevolezza dell'imputato, cosa che fece.